# Никоново (Новосибирская область)
Никоново — деревня (село) в Маслянинском районе Новосибирской области. Входит в состав Никоновского сельсовета.

## География
Площадь деревни — 91 гектар.

## Население
| 2002 | 2007 | 2010 |
| ---- | ---- | ---- |
| 628  | ↘540 | ↘460 |

## Инфраструктура
В деревне по данным на 2007 год функционируют 1 учреждение здравоохранения и 2 учреждения образования.